# Barigadu
Il Barigadu è una regione storica della Sardegna centrale nella quale, grazie al clima - soleggiato ma non arido - si trovano numerose foreste di querce e un'ampia distesa di macchia mediterranea, come anche alcune specie di animali rari, come cervi sardi, daini, cinghiali, volpi, lepri sarde, martore, gatti selvatici, conigli e molte varietà di uccelli.